# 장군로
장군로(Janggun-ro)는 전라남도 무안군 현경면에서 함평군 함평읍 함평읍 대덕리교차로까지 연결하는 도로아다.

## 주요 경유지
전라남도
- 무안군 (현경면) - 함평군 (함평읍)

## 노선경로
| 이름                | 접속 노선                              | 소재지 | 소재지 | 비고 |
| ------------------- | -------------------------------------- | ------ | ------ | ---- |
| 현경면소재지 사거리 | 현해로 운해로                          | 무안군 | 현경면 |      |
| 현경면현화리 사거리 | 지명길 외현화길                        | 무안군 | 현경면 |      |
| 현화1교             |                                        | 무안군 | 현경면 |      |
| 장교사거리          | 지방도 제811호선 (작동신풍길) 자명동길 | 함평군 | 함평읍 |      |
| 함평읍대덕리 교차로 | 남일길 돌머리길                        | 함평군 | 함평읍 |      |

## 주요건물및 시설
- 무안현경중학교 (장군로 23/외반리 580)
- SK에너지 으뜸주유소 (장군로 482/현화리 19-15)
- 해운보건진료소 (장군로 687/해운리 421-21)